# Định giá phụ tùng dịch vụ

Sản xuất so với sau bán hàng

Định giá phụ tùng dịch vụ đề cập đến khía cạnh quản lý vòng đời dịch vụ liên quan đến việc đặt giá cho các phụ tùng dịch vụ trong thị trường hậu mãi. Giống như các dòng giá khác, định giá phụ tùng dịch vụ là một mục tiêu khoa học nhằm điều chỉnh giá phụ tùng dịch vụ trong nội bộ để hợp lý và nhất quán, đồng thời điều chỉnh chúng bên ngoài với thị trường. Điều này được thực hiện với mục đích bao quát là trích xuất giá tối đa có thể từ các phụ tùng dịch vụ và do đó tối đa hóa lợi nhuận. Các nhà phân tích giá phải nhận thức được những tác động có thể của việc định giá các bộ phận của họ quá cao hoặc quá thấp trong thị trường hậu mãi; họ liên tục phải cố gắng để có được mức giá phù hợp để đạt được tỷ suất lợi nhuận tối đa và khối lượng tối đa có thể.
Thị trường hậu mãi bao gồm một phần dịch vụ và dịch vụ hậu mãi. Những lĩnh vực này thường chiếm tỷ trọng thấp trong tổng doanh số, nhưng lại chiếm tỷ trọng tương đối cao trong tổng lợi nhuận. Điều quan trọng là phải hiểu rằng chuỗi cung ứng sau bán hàng rất khác với chuỗi cung ứng sản xuất và do đó các quy tắc áp dụng cho các bộ phận sản xuất định giá không phù hợp với định giá các phụ tùng dịch vụ. Giá cả phụ tùng dịch vụ đòi hỏi một triển vọng và cách tiếp cận khác nhau.
Mạng lưới dịch vụ xử lý số lượng SKU cao hơn đáng kể và danh mục sản phẩm không đồng nhất, phức tạp hơn, có tính chất nhu cầu lẻ tẻ VÀ có thời gian đáp ứng tối thiểu và SLA nghiêm ngặt. Các công ty có truyền thống hài lòng với việc thuê ngoài phía sau bán hàng của doanh nghiệp của họ và đã khuyến khích các nhà cung cấp dịch vụ và bộ phận bên thứ ba trên thị trường. Kết quả là một loạt các nhà khai thác trên thị trường với sự cạnh tranh nghiêm ngặt về giá và tỷ suất lợi nhuận thấp.
Tuy nhiên, ngày càng nhiều, các công ty đang nhận ra tầm quan trọng của thị trường hậu mãi và tác động của nó đối với việc giữ chân khách hàng và lòng trung thành. Ngoài ra, các công ty đã nhận ra rằng họ có thể trích tỷ suất lợi nhuận cao hơn từ thị trường dịch vụ sau bán hàng do tính chất vô hình của dịch vụ. Các công ty đang đầu tư vào mạng lưới dịch vụ sau bán hàng của họ để cung cấp dịch vụ khách hàng ở mức cao và đổi lại giá cao hơn cho các bộ phận và dịch vụ của họ. Khách hàng đang được bán khái niệm tổng chi phí sở hữu (TCO) và được thực hiện để nhận ra rằng việc mua từ các OEM được đóng gói với các kênh phân phối tốt hơn, thời gian phản hồi ngắn hơn, kiến thức tốt hơn về sản phẩm và cuối cùng là thời gian hoạt động của sản phẩm cao hơn.
Thách thức đối với các công ty là cung cấp các mức dịch vụ đáng tin cậy trong một môi trường không chắc chắn. Không giống như các nhà máy, các doanh nghiệp không thể sản xuất dịch vụ trước nhu cầu. Họ chỉ có thể sản xuất chúng khi một sự kiện không thể đoán trước, chẳng hạn như lỗi sản phẩm, gây ra nhu cầu. Thách thức đối với Giá phụ tùng dịch vụ là đặt một giá trị cho nhu cầu của khách hàng này. Các bộ phận quan trọng, ví dụ, có thể chỉ huy giá cao hơn. Vì vậy, các bộ phận mà chỉ OEM cung cấp trên thị trường. Các bộ phận có sẵn trên thị trường không thể, và không được, có giá cao. Một vấn đề khác với thị trường hậu mãi là nhu cầu không thể được kích thích bằng việc giảm giá, khách hàng không dự trữ các phụ tùng dịch vụ chỉ vì họ đang giảm giá. Về mặt tích cực, thực tế là hầu hết các phụ tùng dịch vụ không co giãn có nghĩa là các nhà phân tích giá có thể tăng giá mà không có tác động bất lợi mà mạng lưới sản xuất hoặc bán lẻ chứng kiến.
Những đặc điểm này và các đặc điểm khác của thị trường hậu mãi mang lại cho phụ tùng dịch vụ một mức giá riêng. Các công ty đang nhận ra rằng họ có thể sử dụng đòn bẩy định giá một phần dịch vụ để tăng lợi nhuận và không phải lấy giá như thị trường xác định. Hiểu được nhu cầu và mong đợi của khách hàng, cùng với điểm mạnh và điểm yếu bên trong của công ty, sẽ đi một chặng đường dài trong việc thiết kế một chiến lược định giá một phần dịch vụ hiệu quả.

## Chiến lược định giá

### Giá cả dựa trên chi phí
Định giá dựa trên chi phí hoặc giá cộng là cách định giá các phụ tùng dịch vụ sử dụng chi phí làm cơ sở và sau đó thêm một đánh dấu tiêu chuẩn lên trên để có được giá cho phần dịch vụ. Giá dựa trên chi phí là một kỹ thuật phổ biến và được cho là vẫn phổ biến nhất trong lĩnh vực định giá các phụ tùng dịch vụ. Lý do quan trọng nhất cho sự phổ biến rộng rãi như vậy là sự dễ dàng thực hiện phương pháp này. Ngay cả trong trường hợp thiếu thông tin khác, các công ty thường có dữ liệu chi phí phụ tùng thay thế và thấy tự nhiên khi áp dụng giá dựa trên chi phí. Lý do thứ hai và bổ sung cho việc thực hiện phương pháp này là thiếu tập trung vào lĩnh vực định giá các phụ tùng dịch vụ cho hầu hết các công ty trong quá khứ. 

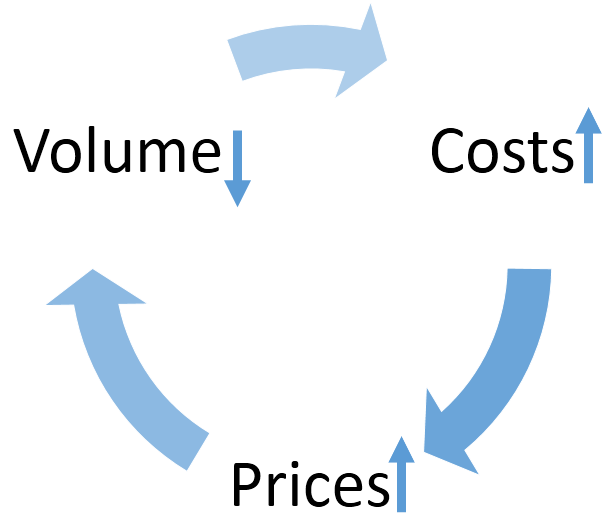
Vòng xoáy tử thần chi phí

Tuy nhiên, định giá dựa trên chi phí chịu một số sai sót cơ bản. Thứ nhất, chi phí không cố định mà dao động với giá nguyên liệu, khối lượng mua, hợp đồng nhà cung cấp, v.v. Giá dựa trên chi phí thuần túy do đó gây ra giá cả biến động có thể dẫn đến sự nhầm lẫn của khách hàng, sự không hài lòng và biến động nhu cầu. Mặc dù, các phụ tùng dịch vụ ít co giãn hơn so với các đối tác sản xuất của chúng, việc tiếp tục phụ thuộc vào giá dựa trên chi phí cuối cùng có thể khiến khách hàng nhạy cảm với biến động giá - nếu không phải là giá thực tế thì với tần suất thay đổi giá. Điều này có thể khiến nhu cầu bắt đầu bị ảnh hưởng bởi sự thay đổi giá thường xuyên, và thậm chí có thể đẩy công ty vào vòng xoáy tử thần. Thứ hai, giá dựa trên chi phí không tính đến cạnh tranh và có thể dẫn đến việc định giá nghiêm trọng hoặc quá mức của các phụ tùng dịch vụ so với thị trường. Điều này cũng có thể dẫn đến việc định giá các sản phẩm mạnh và vượt giá của các sản phẩm yếu.
Nghiên cứu gần đây cũng cho thấy giá dựa trên chi phí có thể dẫn đến lợi nhuận thấp hơn mức trung bình. Khi giá một phần dịch vụ được đặt trực tiếp từ chi phí, về cơ bản các công ty không kiểm soát được giá của họ và thực tế đó là các nhà cung cấp kiểm soát giá. Các nhà cung cấp này có thể không biết các điều kiện thị trường thực sự và do đó có thể dẫn đến giá dưới tối ưu. Dựa vào chi phí cũng có nghĩa là việc giảm chi phí đạt được của bộ phận mua hàng trong một công ty được chuyển trực tiếp đến khách hàng và hoàn toàn không được công ty sử dụng.
Hầu hết các công ty sử dụng giá dựa trên chi phí nhận ra những cạm bẫy và cố gắng làm giảm tác động bằng cách không bao giờ hạ giá với việc giảm chi phí, mà chỉ tăng chúng khi chi phí quá cao. Nếu họ gặp phải sự kháng cự giá trên thị trường, họ sẽ giải quyết bằng cách giảm giá dựa trên mối quan hệ khách hàng hoặc khối lượng đặt hàng hoặc mức độ quan trọng của đơn hàng, v.v. Tuy nhiên, khi khách hàng được thưởng giảm giá cho khả năng kháng giá của họ, mức kháng cự trở nên thường xuyên hơn ngay cả khi sản phẩm có giá trị đối với họ. Ngay cả khi được sử dụng cùng với phân khúc một phần trên các nhóm kinh doanh, vòng đời một phần và mức độ quan trọng của một phần để quyết định các đánh dấu chi tiết hơn về chi phí, cách tiếp cận vẫn có xu hướng tạo ra mức giá không dễ hiểu cho khách hàng. Khách hàng được sử dụng để so sánh giá giữa các bộ phận tương tự từ cùng một công ty và các nhà sản xuất bộ phận trên thị trường. Tiếp xúc với họ để định giá một phần dịch vụ không nhất quán có nguy cơ mất niềm tin của khách hàng, và cuối cùng là khách hàng.
Giá dựa trên chi phí vẫn là một phương pháp hữu ích cho các loại cụ thể của các phụ tùng dịch vụ. Các bộ phận khối lượng thấp được bán một lần trong đời sản phẩm ít ảnh hưởng đến lợi nhuận nhưng cần một mức giá trên thị trường. Các bộ phận như vậy có thể được định giá bằng cách sử dụng phương pháp dựa trên chi phí với các đánh dấu nhẹ về chi phí của các bộ phận. Các ví dụ khác là các bộ phận tiêu chuẩn như bu lông và ốc vít phải được định giá. Đây cũng có thể được định giá đơn giản bằng cách sử dụng phương pháp dựa trên chi phí. Một trường hợp hữu ích cho giá dựa trên chi phí là các bộ phận bảo hành cao. Vì các bộ phận này không tạo ra doanh thu cho công ty, nên giữ chúng gần với chi phí thực tế nhất có thể.

### Liên kết nội bộ
Mục tiêu cuối cùng của sự liên kết giá nội bộ là để đạt được sự thống nhất về giá cả và thiết lập giá có ý nghĩa với khách hàng cuối cùng. Căn chỉnh giá cho các nhóm bộ phận cũng có thể hiển thị các khu vực để tăng giá mà không gây quá nhiều khó chịu cho khách hàng. Vì khách hàng mong đợi giá của các bộ phận tương tự là tương tự nhau, có thể tăng giá cho các bộ phận trước đây quá thấp.
Ví dụ, ống xả trên hai mẫu xe khác nhau có giá tương tự nhau. Nếu một chi phí ít hơn đáng kể so với bên kia, do vị trí tìm nguồn cung ứng, nguyên liệu thô, hợp đồng số lượng lớn, vv, nó cung cấp một cơ hội để tăng giá và làm cho giá phù hợp với các ống xả khác. Tương tự, các công ty có thể quyết định có mối quan hệ giữa người lãnh đạo giữa các phụ tùng dịch vụ của họ và có thể yêu cầu người theo dõi lấy giá từ các nhà lãnh đạo. Cửa tài xế có thể là người dẫn đầu và các cửa khác theo dõi, với giá giảm nhẹ. Thảm sàn tiêu chuẩn có thể là nhà lãnh đạo và thảm trải sàn cho những người theo dõi, với giá tăng thêm.
Một thực tế phổ biến là căn chỉnh giá của bộ dụng cụ với các phụ tùng dịch vụ cấu thành bộ. Bộ dụng cụ thường được bán giảm giá để tăng khối lượng và bán cùng các thành phần mà các công ty nghĩ rằng bổ sung cho nhau. Nó cũng là một cơ chế để khóa khách hàng vào các bộ phận OEM và không cho họ nhiều cơ hội khám phá bên thứ ba sau các nhà cung cấp thị trường. Khách hàng cũng cần xem logic trong việc mua cả bộ và thường so sánh giá của các bộ phận riêng lẻ với giá của bộ. Đối với một số công ty bộ dụng cụ cạnh tranh trực tiếp với bộ dụng cụ tương tự trên thị trường và do đó cần phải được xử lý hiệu quả.
Do thị trường hậu mãi cần phục vụ sản phẩm cho toàn bộ thời gian sử dụng của sản phẩm, nên các hợp đồng dịch vụ cho hàng hóa lâu bền thường có hiệu lực trong nhiều năm sau khi sản phẩm được bán. Thông qua thời gian này, các phụ tùng dịch vụ trở nên lỗi thời và được thay thế bởi các bộ phận mới. Điều này có thể xảy ra do tiến bộ công nghệ, ưu tiên nhà cung cấp hoặc hạn chế chi phí đơn giản đối với nguyên liệu thô được sử dụng. Tình hình là cao đến mức 23% của tất cả hàng tồn kho có thể trở nên lỗi thời hàng năm. Các công ty cần có khả năng định giá các phụ tùng dịch vụ mới khi họ đến và họ cần làm điều này phù hợp với các bộ phận được thay thế và các nhóm nội bộ khác mà bộ phận đó có thể thuộc về. Trong trường hợp đến, các công ty cũng có thể muốn định giá phần thay thế theo phần thay thế. Một kịch bản thông thường khác là xem xét một phần trong chuỗi sự thay thế có hàng tồn kho tối đa và sắp xếp toàn bộ chuỗi cho phần này. Điều này được thực hiện để giúp đốt cháy hàng tồn kho dư thừa của phần được thay thế, bằng cách đánh dấu nhẹ lên các phần khác chẳng hạn.
Các công ty cũng có thể áp dụng các quy tắc làm tròn bao trùm lên giá một phần dịch vụ của họ để mang lại một sự đồng nhất về tính nhất quán. Ví dụ, các bộ phận kết thúc với giá trị 99 cent là một thông lệ. Các quy tắc làm tròn có thể thay đổi theo địa lý, dòng sản phẩm hoặc kênh phân phối tùy thuộc vào chính sách của công ty. Các công ty hiếm khi làm tròn giá của họ và chỉ thích làm tròn có thể cung cấp thêm các cải tiến biên, mặc dù nhỏ, trên các bộ phận.

### Giá cả dựa trên thị trường
Phương pháp định giá hướng ngoại cho các phụ tùng dịch vụ được gọi là định giá dựa trên thị trường. Giá một phần dịch vụ dựa trên giá một phần cạnh tranh, nơi các công ty cố gắng giữ giá của mình cạnh tranh trên thị trường. Giá có thể dựa trên giá trung bình trên thị trường, hoặc giá tối thiểu hoặc giá tối đa giữa các đối thủ cạnh tranh cho một phần dịch vụ. Ngoài ra, giá có thể được đánh dấu lên hoặc xuống so với đối thủ cạnh tranh chính trên thị trường. Honda có thể muốn định giá đèn pha của mình chỉ dựa trên cách Toyota định giá của họ và không quan tâm đến các đối thủ khác trên thị trường. Điều này có thể là do các đối thủ khác không đáng kể trong thị trường cụ thể hoặc Honda đang đưa ra quyết định chiến lược để theo đuổi giá một phần dịch vụ của Toyota.
Giá cả dựa trên thị trường cung cấp cho các công ty một phương tiện để liên kết với thị trường ở mức độ lớn và tạo cho các công ty các ngưỡng giá để làm việc. Trong các thị trường cạnh tranh cao, giá cả dựa trên thị trường trở nên gần như cần thiết. Ngoài ra, các OEM tách biệt các bộ phận cạnh tranh của họ với các bộ phận bị giam cầm và chỉ áp dụng giá dựa trên thị trường cho các bộ phận cạnh tranh. Cũng có thể có những trường hợp các công ty đưa ra quyết định chiến lược để mất tiền cho các bộ phận cạnh tranh và che đậy những phần bị giam cầm và quan trọng của họ. Điều này thường được thực hiện để giữ thị phần và chia sẻ của khách hàng.
Việc hạ giá để giành thị phần cho các công ty là rất hấp dẫn, nhưng điều đó sẽ không thể không bị chú ý bởi đối thủ. Chiến thuật như vậy có thể dẫn đến lợi thế thị trường ngắn hạn nhưng do đó có thể dẫn đến một vòng xoáy giảm giá trị xuống cho các công ty này. Quyết định giảm giá để kiếm thị phần đặc biệt nguy hiểm trong ngành dịch vụ linh kiện vì hầu hết các bộ phận không co giãn về giá để bắt đầu. Việc giảm giá có thể làm ít hơn là đặt kỳ vọng mới về giá một phần dịch vụ và thậm chí không bao giờ quản lý để giành thị phần. Nói chung, quyết định hạ giá một phần dịch vụ để hạ thấp thị trường, có thể báo hiệu việc ra quyết định tài chính kém từ một công ty
Mặt khác, sử dụng hiệu quả dữ liệu thị trường để tìm ra con đường tăng giá là một chiến lược đặc biệt có lợi. Các công ty có thể để tiền trên bàn bằng cách định giá thấp các bộ phận của họ một cách không cần thiết trong một số trường hợp và có thể tăng giá mà không sợ phản ứng dữ dội của thị trường. Các công ty cũng có thể đánh giá mức độ tiếp cận khách hàng và giá trị thương hiệu của họ so với đối thủ cạnh tranh và sử dụng thông tin này kết hợp với dữ liệu thị trường để quyết định mức giá cao hơn hoặc thấp hơn của họ đối với các phụ tùng dịch vụ của họ.
Dữ liệu thị trường không nhìn vào giá của đối thủ cạnh tranh có thể ở dạng khảo sát khách hàng và cố gắng tìm kiếm sự sẵn sàng trả tiền của khách hàng (WTP). Các công ty có thể sử dụng thông tin này để quyết định các bộ phận của họ có giá trị bao nhiêu trên thị trường và họ có thể tính phí bao nhiêu cho chúng. Cách tiếp cận này làm mờ đi cách tiếp cận giá dựa trên giá trị trong việc định giá các phụ tùng dịch vụ và mạnh nhất khi được pha trộn với thông tin cạnh tranh. Tuy nhiên, vấn đề với cách tiếp cận này là khách hàng hiếm khi trung thực về số tiền họ muốn trả.

### Giá hiện hữu
Giá trị hoặc giá trị kinh tế là lợi ích mà người tiêu dùng có được sau khi sử dụng sản phẩm hoặc dịch vụ. Trong hầu hết các trường hợp, lợi ích được đo bằng tiền (tiền) và do đó có giá trị kinh tế. Cần lưu ý rằng giá trị kinh tế không giống với giá thị trường - nếu người tiêu dùng đang trả tiền cho một sản phẩm hoặc dịch vụ mà thước đo giá trị cảm nhận của anh ta có thể cao hơn giá trị mà anh ta trả cho thị trường. Số tiền tối đa (của một thứ gì đó, thường là tiền tệ) mà người tiêu dùng sẽ đồng ý trả cho một sản phẩm hoặc dịch vụ được gọi là sẵn sàng trả tiền (WTP). Do đó, theo đó, người tiêu dùng sẽ mua một sản phẩm hoặc dịch vụ với giá thị trường khi nó thấp hơn hoặc bằng WTP của mình. WTP thay đổi theo mỗi người tiêu dùng vì giá trị cảm nhận của sản phẩm hoặc dịch vụ là chủ quan và có thể khác biệt đáng kể giữa người tiêu dùng này với người tiêu dùng khác. Tuy nhiên, giá thị trường cho sản phẩm hoặc dịch vụ là như nhau đối với tất cả người tiêu dùng (không có sự phân biệt giá) và do đó, người tiêu dùng có WTP bằng hoặc cao hơn giá thị trường mua và phần còn lại quyết định không.
Một đặc điểm khác do tính chất chủ quan của giá trị cảm nhận của bất kỳ sản phẩm hoặc dịch vụ nào là điều này có thể thay đổi lớn so với giá trị thực được cung cấp khi tiêu dùng. Ví dụ, điện thoại di động đầu tiên được giới thiệu trên thị trường có ít người dùng đầu tiên vì giá trị cảm nhận của điện thoại có thể mang theo người là thấp. Tuy nhiên, theo thời gian, điện thoại di động đã chứng tỏ là một phần không thể thiếu của loài người nói chung và hầu hết mọi người coi chúng là một điều cần thiết. Một trường hợp ngược lại có thể được thực hiện cho các thiết bị nhà bếp có giá trị nhận thức cao trong khi được mua nhưng cung cấp giá trị thực thấp hơn và ít hơn theo thời gian vì họ dành phần lớn thời gian bị khóa trong tủ bếp. Các trường hợp giá trị cảm nhận thấp hơn giá trị thực của sản phẩm hoặc dịch vụ được các nhà tiếp thị và nhà phân tích giá quan tâm đặc biệt vì họ cung cấp chỗ cho việc tăng giá thông qua cải thiện nhận thức sản phẩm trên thị trường (thường thông qua quảng cáo tăng) 

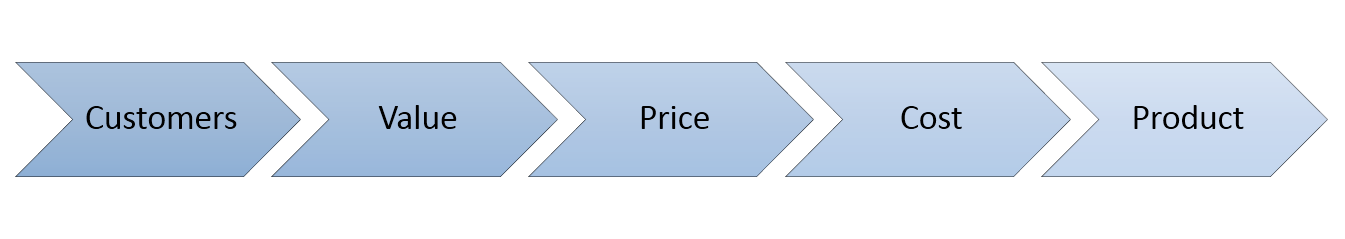
Giá dựa trên giá trị

Định giá dựa trên giá trị là một cách tiếp cận đề xuất giá sau nhận thức của người tiêu dùng về giá trị. Cách tiếp cận này hoàn toàn đảo ngược quá trình định giá trái ngược với phương pháp định giá dựa trên chi phí và trên thực tế được chấp nhận như một phương pháp định giá vượt trội. Ước tính giá trị kinh tế của sản phẩm cho khách hàng có thể là một nhiệm vụ khó khăn, nhưng cần thiết đối với nhà phân tích giá hoặc nhà tiếp thị. Ước tính giá trị kinh tế hoặc EVE  là một phương pháp được sử dụng để làm tương tự và yêu cầu đặt giá trị tham chiếu bằng với chi phí thay thế tốt nhất tiếp theo cho khách hàng và sau đó thêm giá trị khác biệt để có giá cuối cùng. Giá trị khác biệt có thể được tính bằng cách tính đến những lợi ích kinh tế mà sản phẩm hoặc dịch vụ mang lại cho sự thay thế tốt nhất tiếp theo - ví dụ như giảm chi phí lao động của khách hàng, cung cấp sản phẩm chất lượng cao hơn, hỗ trợ sản phẩm cao hơn, v.v.
Đối với các phụ tùng dịch vụ nói riêng, giá trị khác biệt có thể được ước tính bằng cách xác định các trình điều khiển giá trị và ước tính tầm quan trọng của chúng đối với khách hàng. Ví dụ, hoàn thiện vật liệu cho bánh xe hợp kim xe hơi có thể là một trình điều khiển giá trị có thể được ước tính, hoặc đường kính của bánh xe có thể được sử dụng như một trình điều khiển giá trị. Đặt giá trị giá cho các trình điều khiển này có thể được thực hiện theo nhiều cách - nhóm tập trung, phân tích liên hợp, phân tích nâng cao về dữ liệu bán hàng hoặc kinh nghiệm của nhà phân tích giá cũ.
Giá dựa trên giá trị tách rời giá một phần từ chi phí một phần và do đó cung cấp sự ổn định cho giá. Kết hợp giá dựa trên giá trị với giá dựa trên thị trường có thể dẫn đến phân khúc thị trường tốt hơn và giá được nhắm mục tiêu tốt hơn. Giá dựa trên giá trị cũng có thể phát hiện ra những ngóc ngách cạnh tranh cho một công ty và cho phép họ chỉ huy lợi nhuận cao hơn so với các công ty cùng ngành trên thị trường.